# Transistor à effet de champ chimique
 (décembre 2015).
Si vous disposez d'ouvrages ou d'articles de référence ou si vous connaissez des sites web de qualité traitant du thème abordé ici, merci de compléter l'article en donnant les références utiles à sa vérifiabilité et en les liant à la section « Notes et références ».

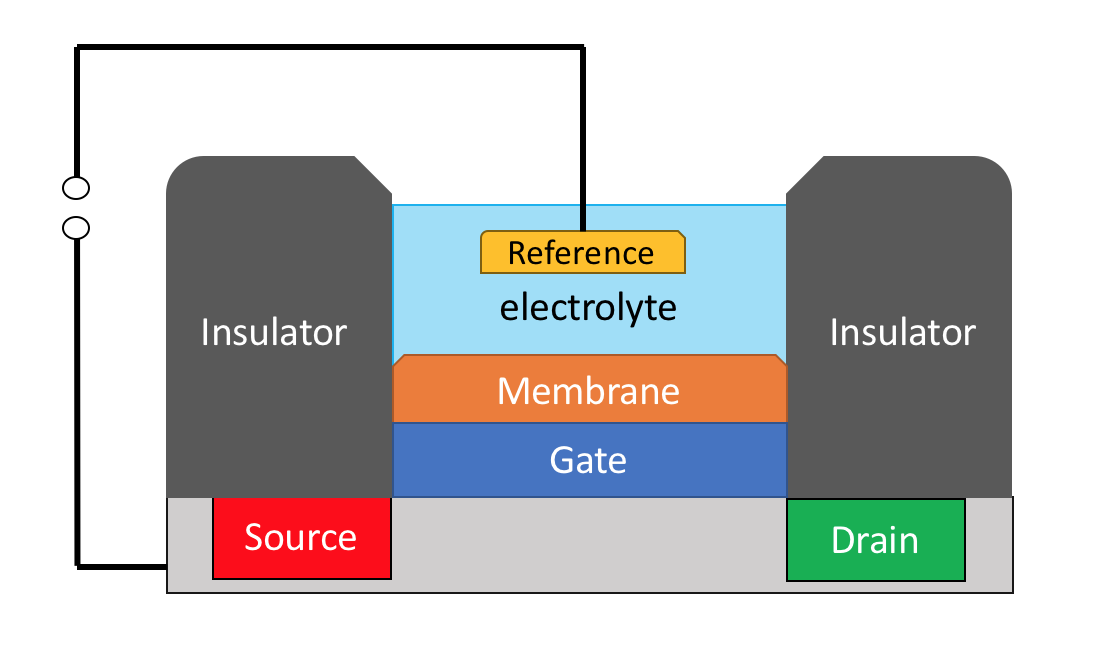
Schéma d'un ChemFET

Un Transistor à effet de champ chimique (ChemFET, ou Chemical Field Effect Transistor en anglais), est un type de transistor à effet de champ agissant comme un capteur chimique. 

## Description
Il a une structure similaire au MOSFET, où la charge sur l'électrode d'entrée est appliquée par un procédé chimique. 
Il peut être utilisé pour détecter atomes, molécules, et ions dans des liquides ou des gaz.